# ۱-ایدلبائوو
۱-ایدلبائوو (انگلیسی: 1st Idelbaevo) یک شهرک در شهرستان سالاواتسکی استان باشقیرستان کشور روسیه است.